# Vertex Pharmaceuticals
Vertex Pharmaceuticals là một công ty dược phẩm Hoa Kỳ có trụ sở ở Boston, Massachusetts.
Vertex được thành lập năm 1989 bởi Joshua Boger and Kevin J. Kinsella.  Vertex là một trong những công ty công nghệ sinh học đầu tiên sử dụng một chiến lược rõ ràng về thiết kế thuốc hơn là hóa học tổ hợp.
Đến năm 2004, sản phẩm chính của nó tập trung vào các bệnh nhiễm trùng do virut, các chứng viêm và tự miễn dịch, và ung thư. Nó có trụ sở chính ở South Boston, Massachusetts, và hai cơ sở nghiên cứu ở San Diego, California, và Oxford, Anh. Năm 2009, công ty có khoảng 1.800 nhân viên, bao gồm 1.200 người ở khu vực Boston.
Vào tháng 1 năm 2014, Vertex đã hoàn thành việc di chuyển từ Cambridge, Massachusetts sang Boston, Massachusetts, tọa lạc trong một khu phức hợp mới trị giá 800 triệu USD. Nằm trên bến cảng South Boston, nó đánh dấu lần đầu tiên trong lịch sử công ty, tất cả 1.200 nhân viên của Vertex ở khu vực Greater Boston sẽ làm việc cùng nhau.
Từ cuối năm 2011, khi Jeffrey M. Leiden làm Vertex làm Giám đốc điều hành, Vertex nằm trong danh sách 15 công ty hoạt động tốt nhất trên S&P 500. Cổ phiếu Vertex đã tăng 250% so với cùng kì. Vertex công bố lợi nhuận hàng năm chỉ một lần từ khi được thành lập năm 1989.